# 阿斯坦格
阿斯坦格（法語：Hastingues，法語發音：[astɛ̃ɡ]）是法国朗德省的一个市镇，属于达克斯区。

## 地理
阿斯坦格（43°32'3"N, 1°8'57"W）面积14.54 平方千米，位于法国新阿基坦大区朗德省，该省份为法国西南部沿海省份，是法國本土面积第二大的省，北起吉倫特省，西临大西洋，南至大西洋比利牛斯省，东临热尔省，东北与洛特-加龍省接壤。
与阿斯坦格接壤的市镇（或旧市镇、城区）包括：韦尔加沃、奥尔特维耶勒、佩尔奥拉德、巴尔多斯、比达什、卡姆、吉什、萨姆。

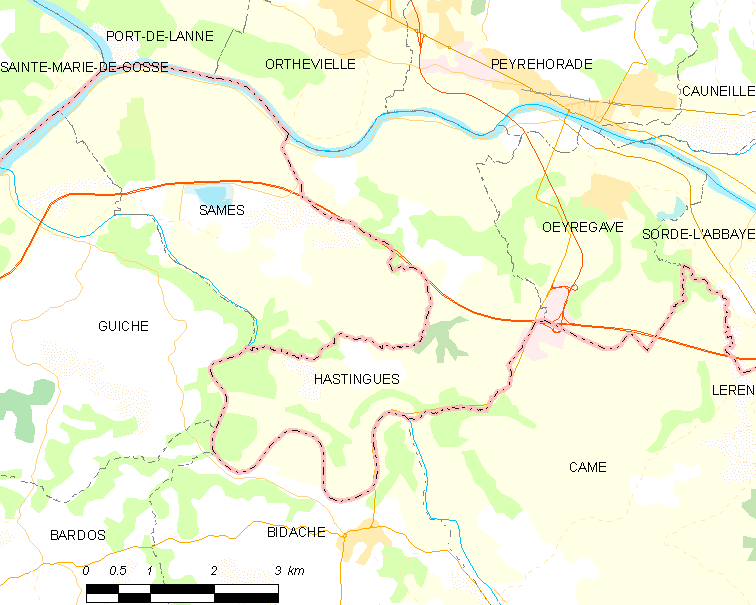
阿斯坦格的OSM定位图

阿斯坦格的时区为UTC+01:00、UTC+02:00（夏令时）。

## 行政
阿斯坦格的邮政编码为40300，INSEE市镇编码为40120。

## 政治
阿斯坦格所属的省级选区为奥尔特-阿里冈县。

## 人口

1962-2008年间阿斯坦格人口变化图示

阿斯坦格于2022年1月1日时的人口数量为606人。